# Skiensvassdraget

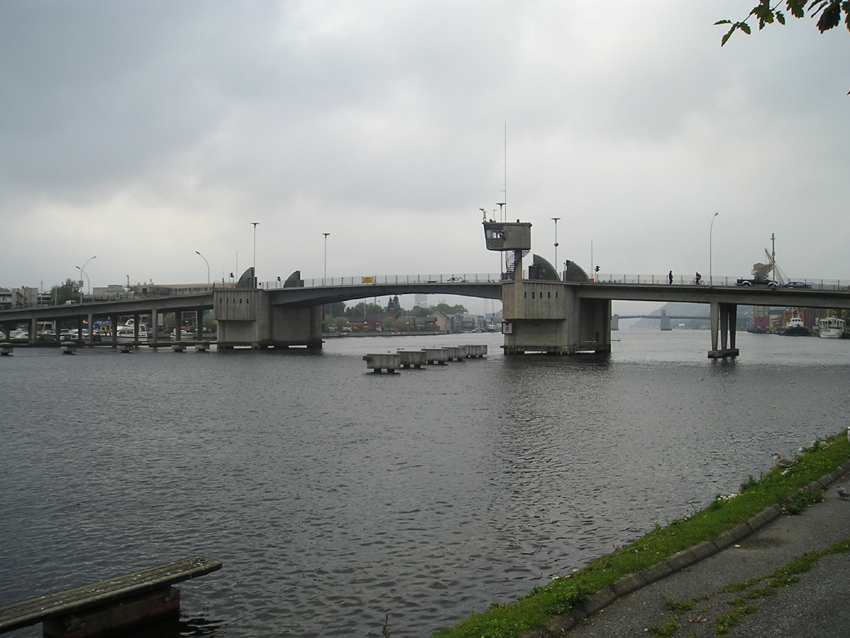
La cuenca del Skien tiene su boca bajo los puentes del río en la localidad de Porsgrunn, donde desemboca en el Frierfjord

La cuenca del Skien (en noruego: Skiensvassdraget) es la cuenca hidrográfica del río Skien, por superficie, la tercera mayor cuenca de Noruega después de las de los ríos Glomma y Drammen. La cuenca tiene 10 780 km², y su máxima longitud es de 252 km.
La cuenca del Skien es una compleja uenca fluvo-lacustre que incluye los ríos que alimentan el lago Norsjø, aguas arriba del Skien. Sus subcuencas son:
- cuenca del Vinje-Tokke, que incluye los lagos Totak (36,59 km²), Bandak (26,40 km²), Kviteseidvatn (13,34 km²) y Flåvatn (19,48 km²). El río Tokke descarga en el lago Totak en Vinje.
- cuenca del Bøelva, que incluye los lagos Sundsbarmvatn y Seljordsvatn (16,52 km²). El Bøelva fluye en el lago Norsjø en Årnesbukta.
- cuenca del Tinnelva, que incluye los lagos Møsvatn (78,31 km²), Kalhovdfjorden (20,39 km²), Tinnsjø (51,43 km²) y Heddalsvatn (13,39 km²), así como el río Hjartdøla.

El río Skien (en noruego: Skienselva) comienza en Skien, en la primera esclusa del canal de Telemark, y se extiende a través de Porsgrunn hasta la desembocadura del río en Frierfjord, en el complejo fabril de Norsk Hydro. Al atravesar del municipio de Porsgrunn, sus ciudadanos lo llaman río Porsgrunn (Porsgrunnselva).
La cuenca del Skien está fuertemente regulada para la producción de energía y grandes trechos están canalizados. El canal de Telemark conecta Skien con Dalen, en el delta donde el río Tokke desemboca en el extremo oeste del lago Bandak. El canal une los largos lagos de Norsjø, Flåvatn, Kviteseidvatn y Bandak utilizando una serie de ocho esclusas. El canal Norsjø-Skien, con esclusas en Skien y en Løveid, fue construido en 1854-1861 y es el más antiguo de los dos canales. Este canal conecta con el puerto de Bryggevannet, en Skien, y Frierfjord  en Bamble. El canal Bandak-Norsjø fue el segundo canal original y fue inaugurado en 1892.

## Otras fuentes
- Eie, Jon Arne; Per Einar Faugli; Jens Aabel (1996) Elver og vann. Vern av norske vassdrag (Grøndahl Dreyer) ISBN 82-504-2241-4